# ریستو یانکوف

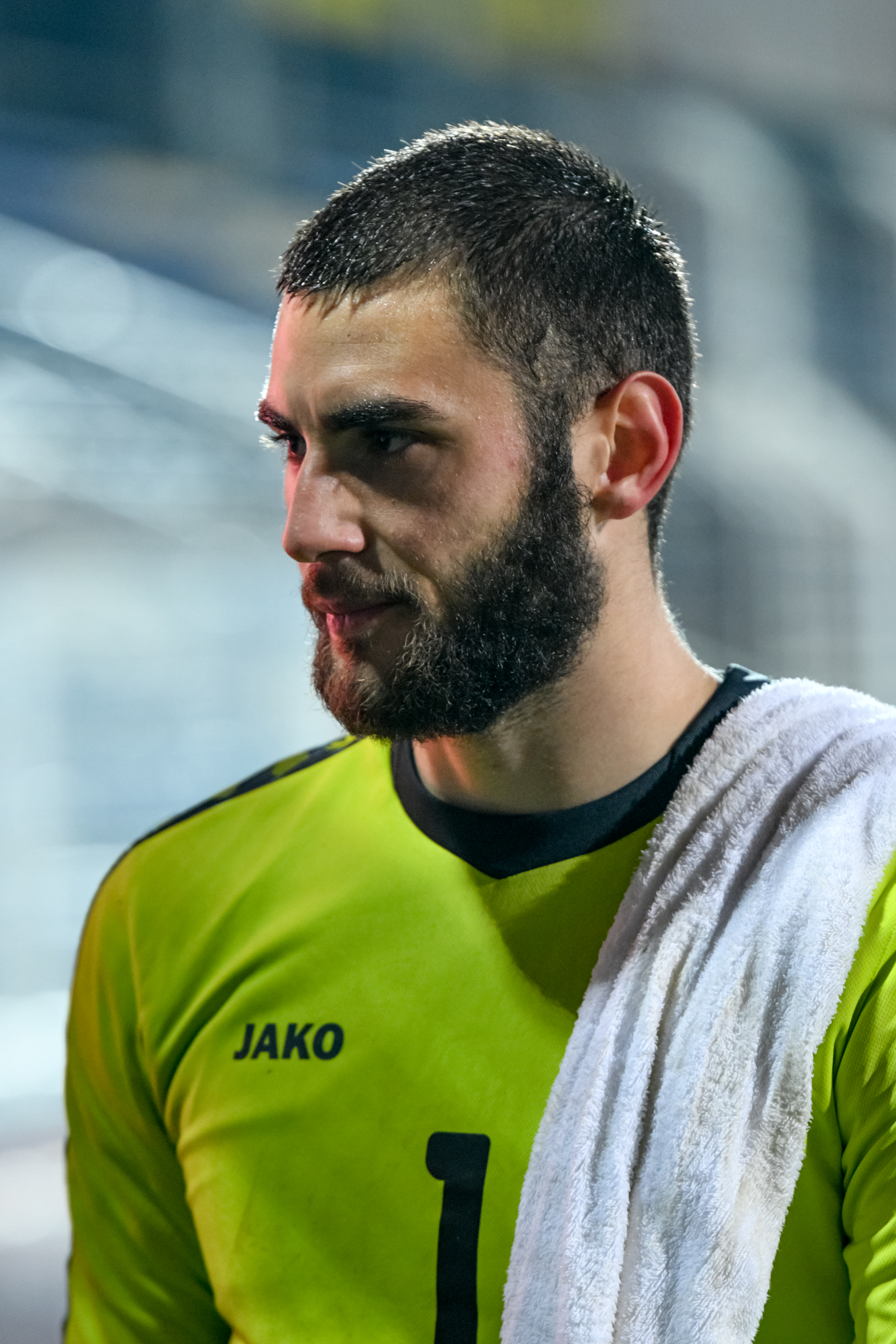
ریستو یانکوف - ۲۰۱۸

ریستو یانکوف (مقدونی: Ристо Јанков؛ زادهٔ ۵ سپتامبر ۱۹۹۸) بازیکن فوتبال اهل مقدونیه شمالی است.
وی همچنین در تیم‌های ملی فوتبال زیر ۱۹ سال مقدونیه شمالی و زیر ۲۱ سال مقدونیه شمالی بازی کرده‌است.